# Aileen Meagher
Aileen Meagher   (Halifax i Edmonton, 26 de novembre de 1910 - Halifax, 2 d'agost de 1987) va ser una atleta canadenca, especialista en curses de velocitat, que va competir durant la dècada de 1930.
El 1936 va prendre part en els Jocs Olímpics de Berlín, on va disputar dues proves del programa d'atletisme. Va guanyar la medalla de bronze en la prova del 4x100 metres, formant equip amb Dorothy Brookshaw, Mildred Dolson i Hilda Cameron, mentre en els 100 metres quedà eliminada en semifinals.
En el seu palmarès també destaquen un or, tres plates i un bronze als Jocs de l'Imperi Britànic de 1934 i 1938.
El 1935 va ser recompensada amb el Trofeu Velma Springstead, com a millor atleta femenina del Canadà. El 1965 fou incorporada al Canadian Olympic Hall of Fame. El 2018 fou considerada la vuitena millor atleta de Nova Escòcia.

## Millors marques
- 100 metres. 12,2" (1932)
- 200 metres. 24,8" (1938)[3]